# Werchiwzewe
Werchiwzewe (ukrainisch Верхівцеве) ist eine Kleinstadt und Eisenbahnknotenpunkt im Zentrum der Ukraine, Oblast Dnipropetrowsk mit etwa 10.000 Einwohnern (2016).

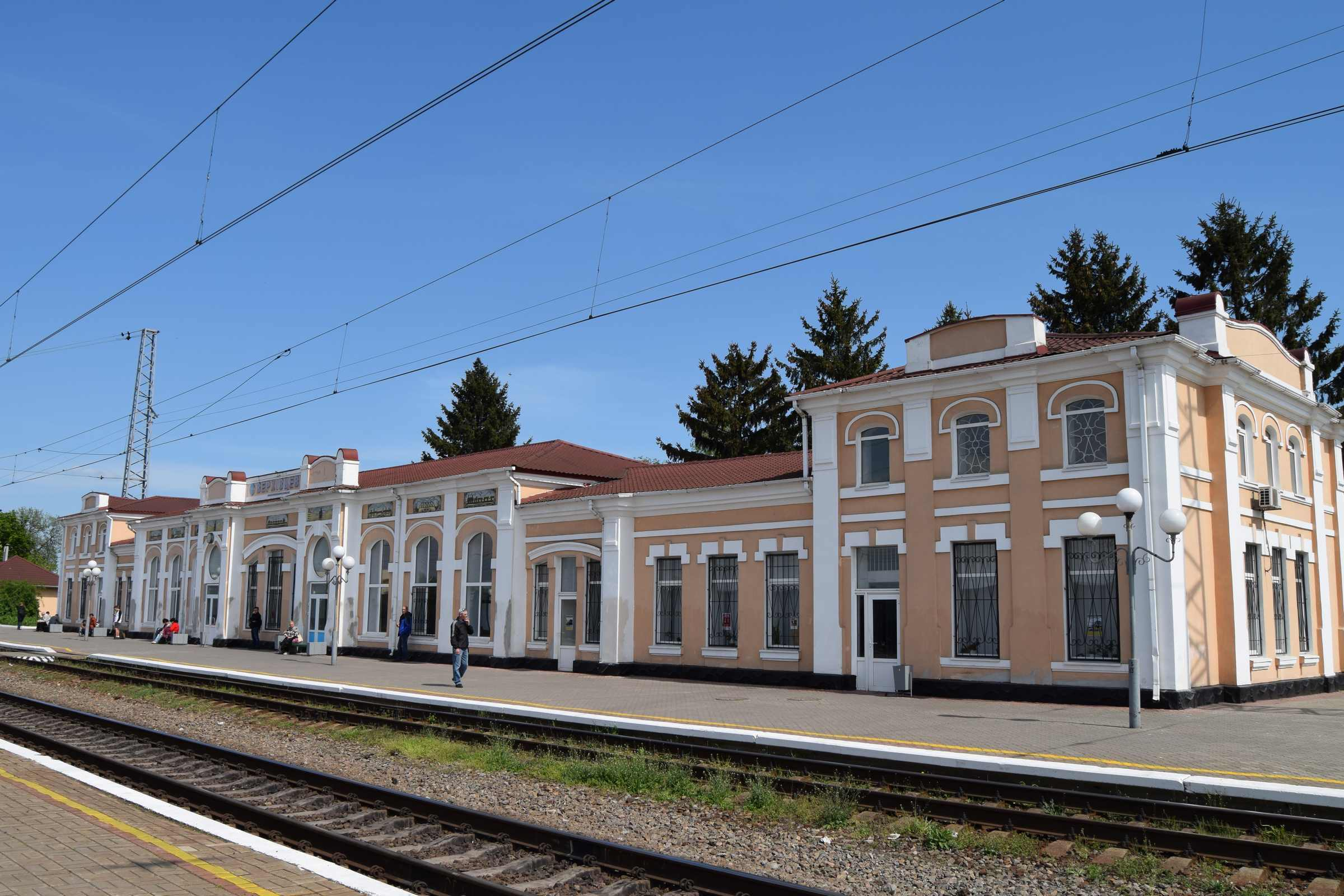
Bahnhofsgebäude im Ort

## Geographische Lage
Die Stadt liegt im Zentrum des Rajon Kamjanske, südlich der Stadt befindet sich die Quellen der Saksahan, einem 144 km langen Nebenfluss des Inhulez, und des Mokra Sura, einem 138 km langen Nebenfluss des Dnepr. Die nächstgelegene Großstadt ist Kamjanske in 34 km Entfernung. Die ehemalige Rajonshauptstadt Werchnjodniprowsk liegt 18 km nördlich und das Oblastzentrum Dnipro liegt 54 km östlich von Werchiwzewe. Die Stadt hat einen Bahnhof an der Bahnstrecke Krywyj Rih–Jassynuwata der Prydniprowska Salisnyzja.

## Geschichte
1884 als Eisenbahnstation gegründet erhielt der Ort 1956 den Status einer Stadt.
Während des Deutsch-Sowjetischen Krieges wurde Werchiwzewe am 13. August 1941 von der deutschen Wehrmacht besetzt. Die Rückeroberung durch die Rote Armee erfolgte am 23. Oktober 1943.

## Verwaltungsgliederung
Am 12. Juni 2020 wurde die Stadt zum Zentrum der neugegründeten Stadtgemeinde Werchiwzewe (Верхівцівська міська громада/Werchiwziwska miska hromada). Zu dieser zählen auch die 9 in der untenstehenden Tabelle aufgelisteten Dörfer sowie die Ansiedlung Sokoliwka, bis dahin bildete sie zusammen mit dem Dorf Schyroke und der Ansiedlung Sokoliwka die gleichnamige Stadtratsgemeinde Werchiwzewe (Верхівцівська міська рада/Werchiwziwska miska rada) im Südosten des Rajons Werchnjodniprowsk.
Am 17. Juli 2020 kam es im Zuge einer großen Rajonsreform zum Anschluss des Rajonsgebietes an den Rajon Kamjanske.
Folgende Orte sind neben dem Hauptort Werchiwzewe Teil der Gemeinde:
| Name                     | Name              | Name                                  |
| ukrainisch transkribiert | ukrainisch        | russisch                              |
| ------------------------ | ----------------- | ------------------------------------- |
| Adalymiwka               | Адалимівка        | Адалимовка (Adalimowka)               |
| Dubowe                   | Дубове            | Дубовое (Dubowoje)                    |
| Hranowe                  | Гранове           | Граново (Granowo)                     |
| Kalyniwka                | Калинівка         | Калиновка (Kalinowka)                 |
| Malooleksandriwka        | Малоолександрівка | Малоалександровка (Maloaleksandrowka) |
| Petriwka                 | Петрівка          | Петровка (Petrowka)                   |
| Poliwske                 | Полівське         | Полевское (Polewskoje)                |
| Saksahan                 | Саксагань         | Саксагань (Saksagan)                  |
| Schyroke                 | Широке            | Широкое (Schirokoje)                  |
| Sokoliwka                | Соколівка         | Соколово (Sokolowo)                   |

## Bevölkerung
| 1939  | 1959   | 1967   | 1970   | 1979   | 1989   | 2001   | 2005  | 2016   | 2022  |
| ----- | ------ | ------ | ------ | ------ | ------ | ------ | ----- | ------ | ----- |
| 9.095 | 15.975 | 14.400 | 12.843 | 11.695 | 11.246 | 10.142 | 9.808 | 10.135 | 9.948 |

Quelle:

## Persönlichkeiten
- Serhij Buchalo (1907–1988), ukrainischer Politiker und Wissenschaftler